# Secretar pentru afacerile externe ale Statelor Unite ale Americii

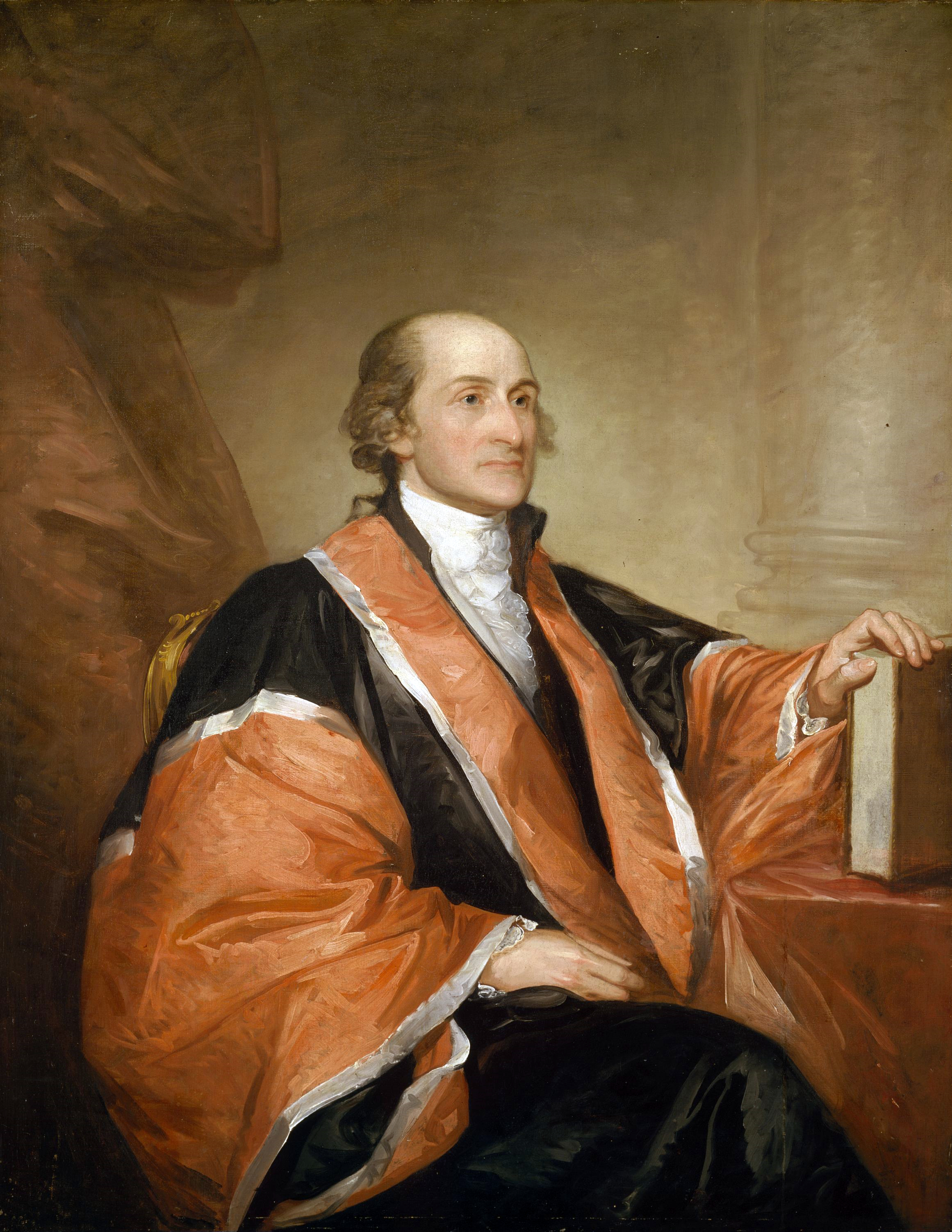
John Jay, portret de Gilbert Stuart.

Secretar pentru afacerile externe ale Statelor Unite ale Americii, în engleză, conform denominării originale, United States Secretary for Foreign Affairs, a fost o poziție a unei înalte oficialități federale care a existat între 10 ianuarie 1781 și 15 septembrie 1789, timp în care doar doi politicieni americani au ocupat această poziție, Robert R. Livingston și John Jay. Departamentul Statelor Unite care avea ca lider această poziție se numea Departamentul de stat al afacerilor externe ale Statelor Unite ale Americii, conform nomenclaturii originale din engleză, United States Department of Foreign Affairs. Ulterior atât departamentul cât și poziția oficialului executivului american au fost redenumite.
Articolele Confederației au permis și indicat primului Congres al Uniunii, Congresul Continental, să selecționeze "astfel de comitete și ofițeri civili care sunt necesari conducerii afacerilor generale ale Statelor Unite (conform citatului original, "such committees and civil officers as may be necessary for managing the general affairs of the United States"). La data de 10 august 1781, la exact șapte luni după rezoluția sa din 10 ianuarie 1781, Congresul a selecționat pe Robert R. Livingston, unul din delegații statului New York, ca primul secretar al afacerilor externe al Statelor Unite (în original, pe scurt, Secretary for Foreign Affairs). Din varii motive, Livingston nu a putut să preia funcția decât la 20 octombrie 1781. A servit în oficiu până în 4 iunie 1783, dată la care a fost succedat de John Jay, care a servit până la data de 3 martie 1789, când exercitarea guvernării Statelor Unite conform Articolelor Confederaţiei a fost înlocuită cu guvernarea conform Constituției Statelor Unite ale Americii.
Funcția de secretar al afacerilor externe împreună cu Departamentul afacerilor externe (în original, "Secretary of Foreign Affairs" și "Department of Foreign Affairs") au fost reintroduse printr-o lege semnată de George Washington, primul președinte american, la 27 iulie 1789. Oricum, înainte ca funcția să fi fost ocupată, la 15 septembrie 1789, Washington a semnat o altă lege adițională prin care numele de "secretar al afacerilor externe" era schimbat în "secretar de stat al Statelor Unite" (în original, "United States Secretary of State"), schimbând simultan și numele departamentului din "Departamentul de stat al afacerilor externe ale Statelor Unite ale Americii" în "Departamentul de stat al Statelor Unite ale Americii" (în original, "United States Department of State"), adăugând simultan mai multe responsabilități și puteri interne atât oficiului secretarului cât și departamentului.

### Secretari pentru afacerile externe / Secretaries for Foreign Affairs
| Nume                 | Termen în oficiu                 |
| -------------------- | -------------------------------- |
| Robert R. Livingston | 20 octombrie 1781 – 4 iunie 1783 |
| John Jay             | 7 mai 1784 – 15 septembrie 1789  |